# Åsa Jakobsson
Åsa Maria Jakobsson (Stånga, 2 juni 1966) is een voormalig voetbalster uit Zweden, die speelde als verdedigster. Ze vertegenwoordigde haar vaderland bij de Olympische Spelen van 1996 in Atlanta. Jakobsson speelde in totaal 55 officiële interlands (nul goals) voor de Zweedse nationale ploeg. Ze speelde clubvoetbal voor Gideonsbergs IF.